# 로사르

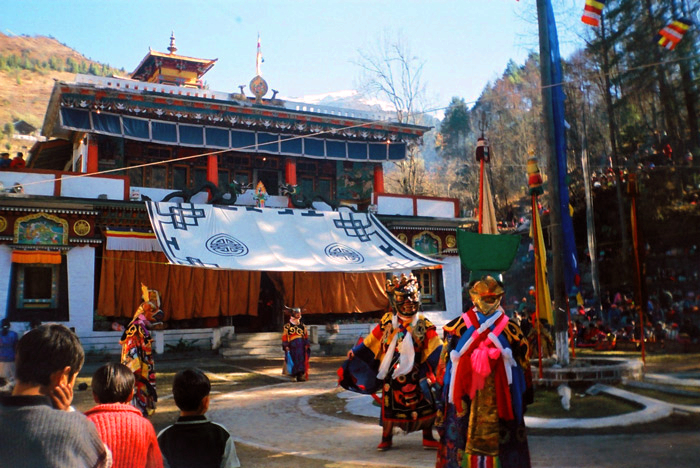

로사르(티베트어: ལོ་གསར་, 와일리: lo-sar, 의미: "새해")는 티베트 신년(Tibetan New Year)이라고도 불리는 티베트 불교의 축제이다. 이 명절은 지역(티베트, 부탄, 네팔, 인도)의 전통에 따라 다양한 날짜에 기념된다. 이 명절은 새해 축제로, 그레고리력으로 2월 또는 3월에 해당하는 티베트 태음태양력의 첫날에 기념된다. 2025년에는 새해가 2월 28일에 시작되어 3월 2일까지 축하 행사가 진행된다. 또한 암컷 나무뱀의 해(Year of the Female Wood Snake)가 시작되었다.
네팔의 이 축제의 변형은 소남 로사르라고 불리며 티베트 로사르보다 약 8주 일찍 지켜진다.

## 같이 보기
- 설날
- 비크람 삼밧
- 티베트력